# Kieskeurig.nl
Kieskeurig.nl is een Nederlandse vergelijkingssite en eigendom van het mediahuis Reshift. Het bedrijf telt in 2020 circa 30 medewerkers en is gevestigd in Haarlem. Het is de oudste vergelijkingssite in Nederland en er zijn meer dan 500 webwinkels aangesloten op het platform.

## Geschiedenis
De vergelijkingssite is in 1999 opgericht door het echtpaar Janet Sellis en Henri Hoetink en was een van de eerste vergelijkingssites in Nederland die productreviews van consumenten plaatste. Thuis begonnen op de zolderkamer (in Culemborg) slaagden zij er in om het bedrijf door te laten groeien naar 25 werknemers. In 2006 werd het bedrijf verkocht aan Ilse media, dochterbedrijf van Sanoma. Op dat moment was de omzet € 2.253.000 per jaar. De oprichters bleven verbonden aan het bedrijf, de leiding kwam echter in handen van Bert Wiggers, eerder verantwoordelijk voor Startpagina.nl en NU.nl.
In 2012 sloot Kieskeurig.nl een samenwerkingsverband met de Consumentenbond waarbij de laatste de beschikking kreeg over de voorraadstatus en prijzen van de webshops die aangesloten waren.
In 2017 verkocht eigenaar Sanoma de vergelijkingssite aan het mediahuis Reshift.

## Verdienmodel
Per bezoeker die via de vergelijkingssite op een webshop terechtkwam werd tot 2025 een vergoeding aan de webshop in rekening gebracht: afrekening per click.
In 2014 kwam de vergelijkingssite in het nieuws nadat Bol.com, Coolblue, Wehkamp en andere webshops, waaronder HiM Retail (Harense Smid), een deel van hun producten van de site haalden. Het ging vooral om de productgroepen elektronica en fotoapparatuur waar weinig aan werd verdiend. Aanleiding was een tariefswijziging waardoor de betreffende bedrijven ineens veel meer moesten betalen voor de clicks van consumenten.
Per 2025 heeft Kieskeurig.nl haar verdienmodel aangepast van CPC (afrekening per click) naar CPS (afrekening per sale). Door deze wijziging komen er meer deelnemende webwinkels waardoor de vergelijkingssite voor consumenten aantrekkelijker wordt. Op het platform kan de consument producten selecteren en vergelijken op prijs, levertijd en reviews. Er wordt pas afgerekend met de webwinkel als een consument daadwerkelijk een aankoop heeft gedaan.

## Best Reviewed
Kieskeurig.nl reikt maandelijks een 'Best Reviewed' certificaat voor producten uit. Dat gebeurt op basis van alle consumentenreviews die geschreven en gecontroleerd zijn door moderatoren van Kieskeurig.nl. Het product in een productcategorie met de hoogste score van de afgelopen maand wint het predicaat. Deze beoordeling wordt getoond door veel aanbieders bij de producten in hun online omgeving of in de fysieke winkel.

## Zusterplatformen
Naast Nederland is Kieskeurig.nl ook actief in België met de website Kieskeurig.be. Ook heeft het moederbedrijf Reshift in 2018 Besteproduct.nl gekocht.
In 2021 is de website met het platform Review.nl begonnen. Het verzamelt voor aanbieders consumentenreviews bij productintroducties. Hiervoor worden deelnemers aan de community van Kieskeurig.nl ingezet. Zij kunnen zich aanmelden om producten te testen.